# Casta Navarra
La casta Navarra es la más antigua de las siete castas fundacionales de la raza del toro de lídia que componen los encastes, reconocidas por la legislación española, figurando dentro del Libro Genealógico de la Raza Bovina de Lidia del Ministerio de Agricultura, así como en los planes de mejora y protección de esta especie.
El origen de esta subespecie del toro bravo se remonta a 1670, cuando el ganadero navarro Joaquín Antonio Beaumont de Navarra y Ezcurra fundó la ganadería con reses navarras, descendientes directas del Bos Brachyceros, y consiguió crear un animal con características propias y que pervive de forma residual desde entonces hasta nuestros días en distintos hierros de la cabaña brava.

## Orígenes
Aunque la primera ganadería dedicada exclusivamente a la cría del toro bravo en Navarra no apareció hasta 1670, el toro navarro ya era conocido mucho antes por su agresividad. 
Ya en el siglo XIV existía constancia de la celebración de festejos con toros en Pamplona, los ejemplares lidiados pertenecían a ganaderías situadas en Navarra. En el año 1388 se lidiaron dos toros en honor al Duque de Borbón, también hay datos sobre la lidia de reses el año 1401 y las referencias aumentan conforme se avanza en el siglo XV. Las reses lidiadas correspondían a los astados más agresivos de vacadas dedicadas a la producción de animales para abasto o bueyes de trabajo. 
En el siglo XVI, concretamente en 1528, se produjo la primera exportación de vacunos navarros a tierras mexicanas. Juan Gutiérrez de Altamirano, primo de Hernán Cortés, se encargó de llevar doce pares de toros y vacas de Navarra, con los cuales se creó la primera ganadería brava en América, conocida con el nombre de Atenco.
Pocos años después los misioneros españoles llevaron también vacunos navarros a Ecuador, aunque en este caso su intención fue su utilización como animales de guarda y defensa, para evitar los robos en los huertos y tierras colindantes con las misiones.
A finales del siglo XVIII apareció la primera ganadería navarra dedicada específicamente a la producción de toro para la lidia. Joaquín Antonio Beaumont de Navarra y Ezcurra, Marqués de Santacara y vizconde de Castejón, constituyó su vacada en el año 1670, en la localidad de Corella. El origen de esta se sitúa en la venta de la vacada del corellano Agustín Ximénez a favor del Marqués de Santacara.
En 1701 el Marqués de Santacara cedió la ganadería a Juan Escudero Valero. En 1715 la ganadería pasó a ser propiedad de Martín de Virto y luego de su hija Isabel Virto. Más tarde, en 1756 el propietario fue el nieto de Isabel, Antonio Lecumberri Virto, quien potenció mucho la tarea de selección de la vacada. 
Durante este periodo se realizaron varias ventas de ganado a Joaquín Zalduendo, Felipe Pérez Laborda y Juan Antonio Lizaso, que junto con Lecumberri constituyeron los cuatro lotes principales de casta Navarra. Aunque posteriormente fue Carriquiri quien alcanzó mayor fama y reconocimiento histórico en su faceta ganadera.

## Las cuatro ramas de casta Navarra

### Rama Lecumberri y Carriquiri
Antonio Lecumberri Virto se hizo cargo de la ganadería desde 1756 hasta 1774, cuando la vendió a Francisco Javier Guenduláin. Este se presentó como ganadero en Madrid el año 1776. La vacada se mantuvo en su familia durante ochenta años, como propiedad de su hijo Juan en primer lugar, y luego de su nieto, Tadeo Guenduláin, quien aumentó considerablemente su prestigio. Tadeo Guenduláin se asoció con el banquero, industrial y político pamplonés, Nazario Carriquiri, quien posicionó a la ganadería entre las más importantes y quedó como único propietario con la muerte de Guenduláin. 
Fue en el año 1864 cuando Carriquiri presentó sus ejemplares en Madrid y convirtió su divisa en legendaria, en un símbolo de bravura y casta. Al llegar a la vejez traspasó la ganadería a su sobrino, el Conde de Espoz y Mina, entonces se inició el ocaso de la ganadería y terminó por desaparecer, tras ser adquirida en 1908 por Bernabé Cobaleda de Salamanca.
La ganadería fue trasladada a Salamanca, poco a poco el Bernabé Cobaleda eliminó las reses navarras. Finalmente, en 1925, las sustituyó por completo por otras adquiridas al Conde de la Corte. Durante la adquisición de la ganadería de Carriquiri, Cobaleda vendió un lote de vacas y algunos sementales a Nicasio Casas, ganadero riojano.

### La rama Zalduendo
En el siglo XVIII Joaquín Zalduendo adquirió vacas y sementales de Antonio Lecumberri. Esta camada sirvió para constituir la ganadería de Casta Navarra más importante de las existentes después de la de Carriquiri. Durante su última etapa se produjo una degradación de la bravura de las reses que ocasionó la pérdida de aceptación por parte del mercado taurino.
La ganadería estuvo en manos de la familia Zalduendo hasta 1939, cuando la viuda del último Zalduendo murió sin descendencia. La vacada llegó a manos de Martín Amigot, cuyos herederos la traspasaron a la sociedad Villatalto. Los nuevos propietarios eliminaron completamente las reses navarras provocando la desaparición de la rama Zalduendo de la casta Navarra.

### Las ramas de Pérez Laborda y Lizaso
Felipe Pérez Laborda creó su ganadería durante el siglo XVIII con reses de la tierra procedentes en su mayoría de Lecumberri. Posteriormente incorporó animales procedentes del Pirineo, criados en estado salvaje y bastante agresivos. Fue seleccionando aquellos que más le agradaban morfológicamente para desarrollar su ganadería. Durante un tiempo explotó la ganadería en sociedad con Juan Antonio Lizaso, aunque duró poco tiempo y se dividió en dos ganaderías.
La vacada de Pérez Laborda permaneció en la familia hasta 1873, cuando el hijo del recientemente fallecido Felipe Pérez Laborda la vendió a Joaquín del Val. De este pasó a Ramona Sáez, Vda. de Gota, a quien compró una parte importante de cabezas de ganado el matador de toros aragonés Nicanor Villa, Villita. El resto de la ganadería, por herencia, se transmitió a Fernando Gota Sáez, quien se deshizo de la importante vacada en pequeñas partidas entre los ganaderos de la tierra.
Por otra parte, la ganadería de Juan Antonio Lizaso quedó en la familia durante dos generaciones hasta quedar completamente extinguida.

### Las ramas aragonesas de casta Navarra
Algunas ganaderías aragonesas también contribuyeron a fomentar y mantener la fama de los vacunos bravos de la tierra. Las más reconocidas pertenecieron a las familias Ripamilán, heredera directa del hierro de Juan Murillo Villanueva, fundada en 1775, y Bentura, de Ejea de los Caballeros.
Años después, con la desaparición de la mayoría de las ganaderías de la zona navarra, quedaron en pie varias ganaderías aragonesas con reses de casta Navarra. Entre ellas las más importantes fueron:
- Eugenio Gabas (Maleján)
- Domíngo Nogué López (Ejea de los Caballeros)
- Manuel Supervía (Tauste)
- Sebastián Supervía (Tauste)
- Ángel Galé (Tauste)

Junto con el ganadero riojano Nicasio Casas, estos cinco ganaderos aragoneses aseguraron la continuidad de la casta Navarra. 
Según el estudio sobre la estructura y variabilidad genética de la casta Navarra, realizado por el Instituto Técnico y de Gestión Ganadera Navarra y la Facultad de Veterinaria de la Universidad de Zaragoza en 2011, se observa claramente como los animales de casta Navarra se distribuyeron en cinco grupos que se correspondían con la información histórica disponible; siendo Gabas, Nogué, Galé, Supervía y Casas las antiguas ganaderías bravas de las que provienen las actuales poblaciones de reses navarras.
Debido a los resultados obtenidos y probados, diferentes investigadores han estudiado el verdadero origen histórico de la agrupación bovina autóctona del Valle del Ebro, de modo fenotípico y genotípico. Desde 2017 el Gobierno de Aragón y la Facultad de Veterinaria de la Universidad de Zaragoza han trabajado conjuntamente en un proyecto que ha permitido reconocer la vaca brava del Valle del Ebro, hasta 2020 asociada únicamente a la casta Navarra, como raza autóctona.
Pese a que las reses de casta Navarra prácticamente no presenten diferencias con las reses del Ebro, la Comunidad Navarra se adelantó creando una casta propia.

## Características
Según los estudios realizados y los documentos oficiales, como el BON, las reses de casta Navarra están definidas por una serie de características zoomorfas y comportamentales.
Por una parte, las reses de casta Navarra han respondido a un prototipo morfológico muy característico. Se trata de animales de talla muy pequeña (bervilíneos) y finos, presentan perfiles cefálicos cóncavos y tienden a pesar poco. La cabeza suele ser pequeña y de morro ancho, sus ojos son grandes y saltones y su mirada es muy viva. Las encornaduras son cortas de longitud, muy afiladas y se dirigen normalmente hacia arriba (veletos), apareciendo en menor frecuencia los cornivueltos y cornipasos. Su cuello es ancho y más bien corto, su morrillo es prominente, aunque tampoco excesivo, y la papada esta poco marcada. Las extremidades son cortas y finas. Los pelajes más característicos incluyen la gama de las capas coloradas, que se presentan en toda su variedad, melocotón, colorado, colorado encendido y retinto. También son frecuentes las pintas castañas, mientras que las negras y tostadas se aprecian con menos asiduidad. Los accidentes de color que acompañan a estas capas son el albardado, aldinegro, anteado, chorreado, lavado, ojo de perdiz, ojalado, ojinegro, bociblanco, bocidorado, listón y lombardo.
Por lo que se refiere al comportamiento durante la lidia, se trata de animales de gran dureza. Según se narra en las crónicas antiguas, los astados navarros se arrancaban de lejos al caballo, lo derribaban, se subían sobre ellos y los corneaban, mordían y pateaban. En el segundo tercio perseguían con frecuencia a los banderilleros, dejando a un lado su interés hacia el capote, viéndose los otros toreros obligados a hacerles el quite. Durante las faenas de muleta estaban dotados de un prodigioso sentido de la anticipación, eran pegajosos y se revolvían rápidamente, además de tirar numerosos derrotes. Resultaban broncos y muy difíciles para los diestros. Dotados de un fuerte temperamento y la facilidad para adquirir resabios, típicos de los toros navarros, infundieron el terror en los lidiadores. A principios del siglo XX dejó de lidiarse el ganado navarro, debido a las grandes dificultades que planteaban las reses durante la misma y la imposibilidad de adaptarse al toreo moderno.
Por el contrario, las reses de casta Navarra tienen una gran demanda en los festejos populares, donde se adaptan a las necesidades de los mismos. Se trata de animales con mucha movilidad, rematan mucho, son muy bravos y valientes. En cambio, debido a estas características tienen menos duración en la plaza de toros. Algo cortos de inteligencia en la plaza, la suplen ampliamente por su nobleza. Tienen una alta demandados para los concursos de desafíos entre ganaderías, concursos de anillas y roscaderos, por ello, su demanda ha ido en aumento para este tipo de espectáculos, para los cuales los ganaderos van seleccionando animales más atléticos, ligeros y con mucha más movilidad.

## Ganaderías Relacionadas
En 2020 en el Libro Genealógico de la Raza Bovina de Lidia se reconoce treinta y cuatro ganaderías de casta Navarra, doce de las cuales se encuentran en la Comunidad de Navarra y el resto divididas por varias zonas de la península. En total las cifras son de 2 652 vacas de vientre y 129 sementales. Dentro del ganado destinado para los festejos populares taurinos, se incluyen, un total de 692 reses puras de casta Navarra.
Algunas de las ganaderías de casta Navarra, divididas por zonas, son:
- Navarra:
  - José Arriazu e hijos
  - Hermanos Ustárroz
  - Juan José Laparte
  - Eulogio Mateo
  - Hermanos Ganuza
  - Reta de Casta Navarra
  - Vicente Domínguez
  - Enrique Merino Gil

- Aragón:
  - La Rebomba
  - José Luis Cuartero
  - Francisco Murillo Conde
  - El Ruiseñor

- País Vasco:
  - Marqués de Saka
  - Bergarako Zezenak

- Comunidad Valenciana:
  - Alba Atenea
  - Héctor López